# Terrapene carolina
Espèce
Synonymes
- Testudo carinata Linnaeus 1758
- Testudo incarcerata Bonnaterre 1789
- Testudo incarceratostriata Bonnaterre 1789
- Testudo clausa Gmelin 1789
- Testudo virgulata Latreille in Sonnini & Latreille, 1801
- Emys schneideri Schweigger 1812
- Terrapene maculata Bell 1825
- Terrapene nebulosa Bell 1825
- Emys kinosternoides Gray 1830
- Cistudo virginea Agassiz 1857
- Cistudo eurypygia Cope 1870
- Terrapene bauri Taylor 1895
- Terrapene putnami Hay 1906
- Terrapene innoxia Hay 1916
- Cistudo major Agassiz 1857
- Cistudo mexicana Gray 1849
- Terrapene goldmani Stejneger 1933
- Cistudo triunguis Agassiz 1857
- Terrapene whitneyi Hay 1916
- Terrapene bulverda Hay 1920
- Terrapene impressa Hay 1924
- Terrapene llanensis Oelrich 1953
- Cistudo yucatana Boulenger 1895

Statut de conservation UICN

 VU A2bcde+4bcde : Vulnérable
Statut CITES
Terrapene carolina est une espèce de tortue de la famille des Emydidae. Elle est parfois appelée Tortue boîte ou Tortue tabatière.

## Répartition
Cette espèce se rencontre :
- Terrapene carolina bauri se rencontre aux États-Unis en Floride ;
- Terrapene carolina carolina se rencontre aux États-Unis et peut-être au Canada en Ontario ;
- Terrapene carolina major se rencontre aux États-Unis en Alabama, en Floride, en Géorgie, en Louisiane, au Mississippi et au Texas ;
- Terrapene carolina mexicana se rencontre au Mexique dans les États de San Luis Potosí, de Tamaulipas et de Veracruz ;
- Terrapene carolina triunguis se rencontre aux États-Unis en Alabama, en Arkansas, en Illinois, au Kansas, en Louisiane, au Mississippi, au Missouri, en Oklahoma et au Texas ;
- Terrapene carolina yucatana se rencontre au Mexique dans les États de Campeche, de Quintana Roo et du Yucatán.

## Description

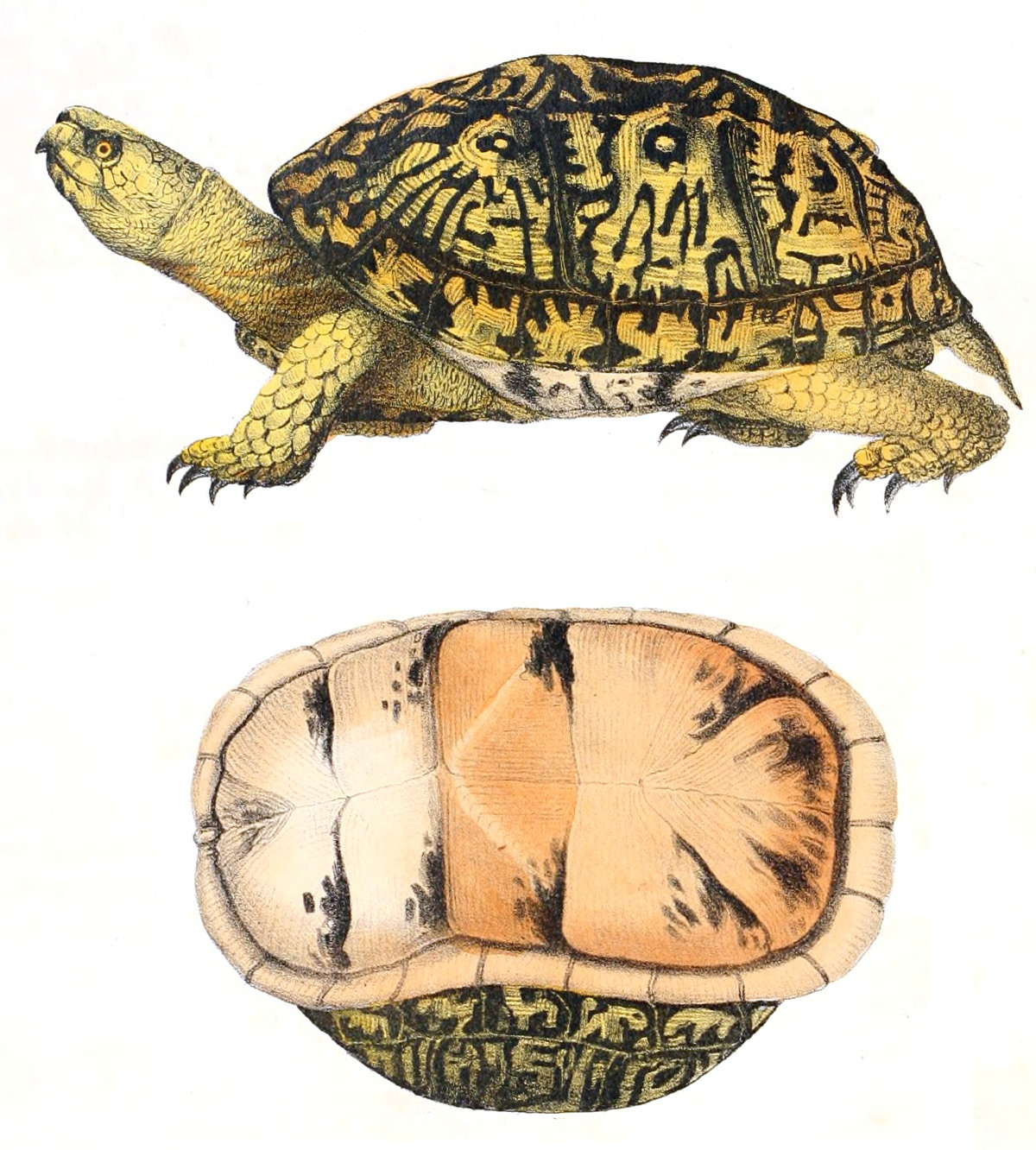
Terrapene carolina

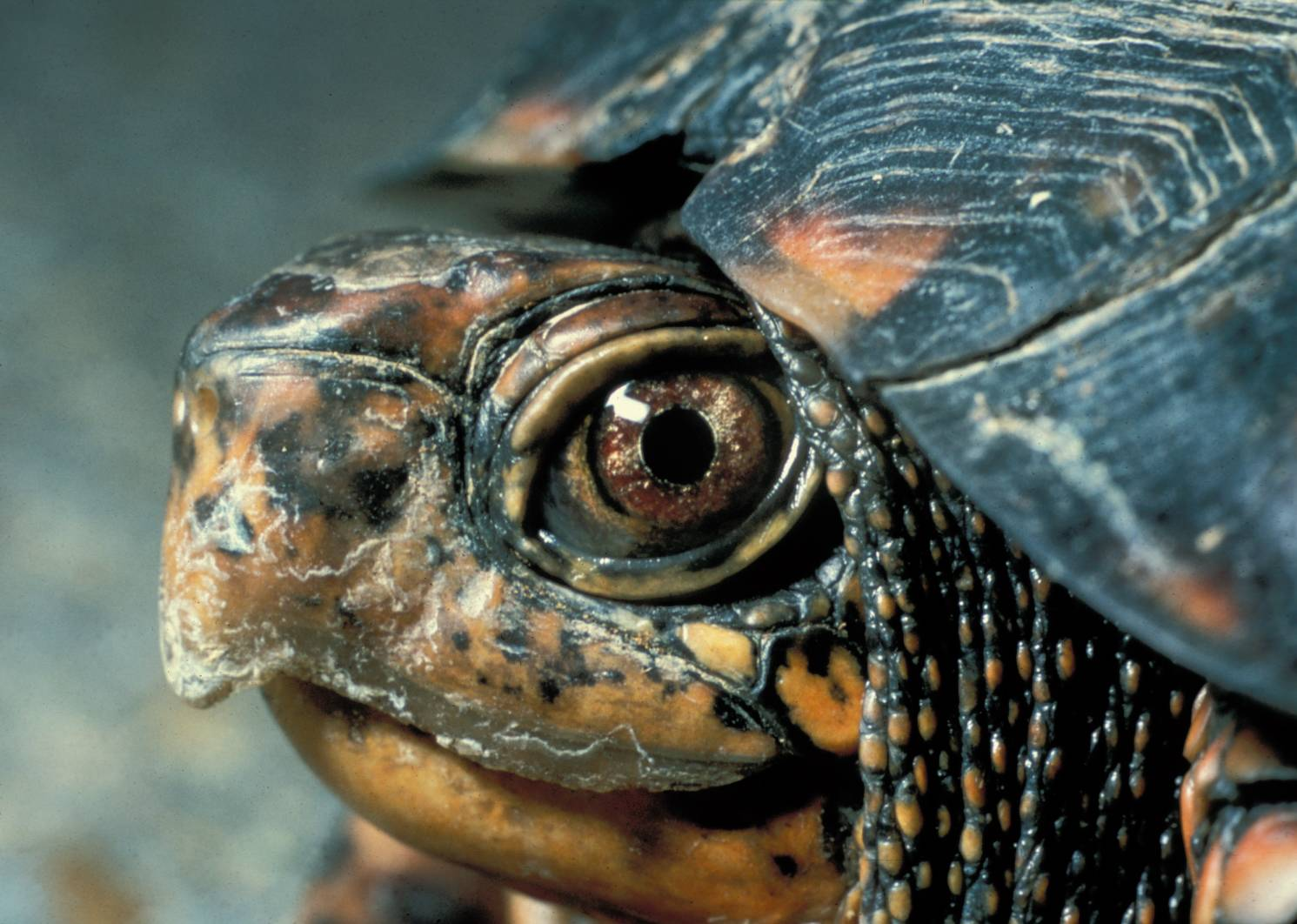
Terrapene carolina

Cette tortue présente des colorations aux motifs très variables, même au sein d'une même sous-espèce. Cependant, des critères morphologiques assez précis permettent de bien distinguer les sous-espèces les unes des autres.

## Sénescence négligeable
Terrapene carolina se caractérise par sa sénescence négligeable : d'une part, elle peut atteindre l'âge de 138 ans ; d'autre part, selon une étude menée sur une population de Terrapene carolina triunguis dans le comté de Cole (Missouri), sa fonction reproductrice ne décline pas avec l'âge.

## Liste des sous-espèces
Selon TFTSG (10 juin 2011) :
- Terrapene carolina bauri Taylor, 1895
- Terrapene carolina carolina (Linnaeus, 1758)
- Terrapene carolina major (Agassiz, 1857)
- Terrapene carolina mexicana (Gray, 1849)
- Terrapene carolina triunguis (Agassiz, 1857)
- Terrapene carolina yucatana (Boulenger, 1895)

## Publications originales
- Agassiz, 1857 : Contributions to the Natural History of the United States of America. Little, Brown & Co., Boston, vol. 1, p. 1-452 (texte intégral).
- Boulenger, 1895 : On the American box turtles. Annals and Magazine of Natural History, ser. 6, vol. 15, p. 330–331 (texte intégral).
- Gray, 1849 : Description of a new species of box tortoise from Mexico. Proceedings of the Zoological Society of London, vol. 1849, p. 16–17 (texte intégral).
- Linnaeus, 1758 : Systema naturae per regna tria naturae, secundum classes, ordines, genera, species, cum characteribus, differentiis, synonymis, locis, ed. 10 (texte intégral).
- Taylor, 1895 : The box turtles of North America. Proceedings of the United States National Museum, vol. 17, p. 573–588 (texte intégral).